# Vlag van La Gomera

Vlag van La Gomera

De vlag van La Gomera is verdeeld in drie verticale banen, waarvan de middelste wit is en twee keer zo breed als elk van de andere twee, in rood. Bovenaan de mastzijde een gánigo in zijn kleur op het silhouet van het eiland in het wit, en een wit trapezium met een groen kruis pattée.
De gánigo (een aardewerken vat dat typisch is voor de inheemse cultuur van de Canarische Eilanden) op het silhouet van het eiland symboliseert het inheemse erfgoed van de Gomerancultuur en het zeil met het kruis staat voor de karavanen van Columbus die op het eiland aanmeerden, waardoor het bekend staat als "la isla colombina" (het Colombiaanse eiland).
De vlag van La Gomera werd goedgekeurd door de plenaire vergadering van de eilandsraad ter gelegenheid van de Canarische Eilanden Dag op 30 mei 1999.